# مارتن ويليام كوري
مارتن ويليام كوري هو كاهن كاثوليكي كندي، ولد في 11 ديسمبر 1943 في Marinette, Nova Scotia ‏ في كندا.